# Beijing BD6
Dieser Artikel wurde auf der  Qualitätssicherungsseite des Portals Auto und Motorrad eingetragen. 
Bitte hilf mit, ihn zu verbessern, und beteilige dich an der Diskussion. (+)
Der Kleinbus Beijing BD6 ist eine der vielen chinesischen Nachbauten des japanischen Toyota Hiace. Das Modell wurde ab 2008 gefertigt. Da die letzte gespeicherte Version der Internetseite des Herstellers zum Modell aus 2017 stammt, wird 2017 als Produktionsende angenommen. Als Vorgänger wird der bis 2005 produzierte Beijing BJ6490A angesehen. 

## Beschreibung
Die in China verkauften Fahrzeuge verfügen über 105 kW starke Ottomotoren des Types G4CA mit einem Hubraum von 2438 cm³. Der Verbrauch der Motoren ist vom Hersteller mit 12 bis 13,7 Liter auf 100 Kilometern angegeben. Zwar werden die Motoren in China unter der China-IV-Abgasnorm eingestuft, doch unter der europäischen Bewertung konnte gerade einmal Euro II erreicht werden. Der Tank fasst bis zu 86 Liter Benzin. Es gibt beide Modelle ausschließlich mit einem 5-Gang-Schaltgetriebe. Die Höchstgeschwindigkeit liegt bei 156 km/h.
Zur Standardausstattung des Modells gehören ABS, ESP, Nebelleuchten, 3-Punkt-Sicherheitsgurte (Fahrer und Beifahrer), 2-Punkt-Sicherheitsgurte, Klimaanlage, Heizung, 15,4-Inch-Monitor, 6 Lautsprecher mit CD/DVD-Spieler, AM/FM-Radio, Tracker System und Navigationssystem. Es haben bis zu 16 Personen im Sasuka und bis zu 17 Personen im BD6 Platz.